# Manta (Italië)
Manta is een gemeente in de Italiaanse provincie Cuneo (regio Piëmont) en telt 3716 inwoners (31-12-2010). De oppervlakte bedraagt 11,8 km², de bevolkingsdichtheid is 287 inwoners per km².

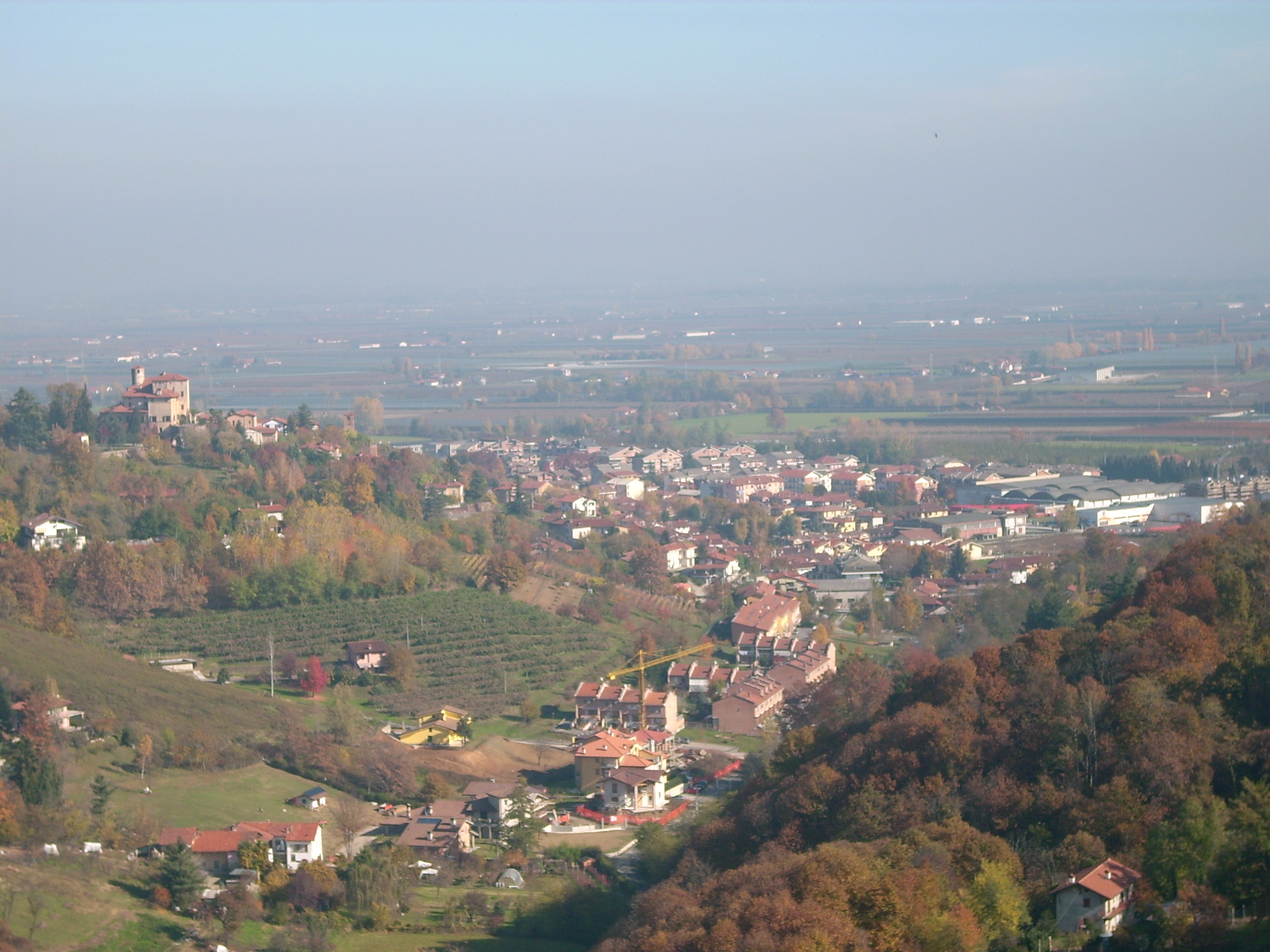
Manta
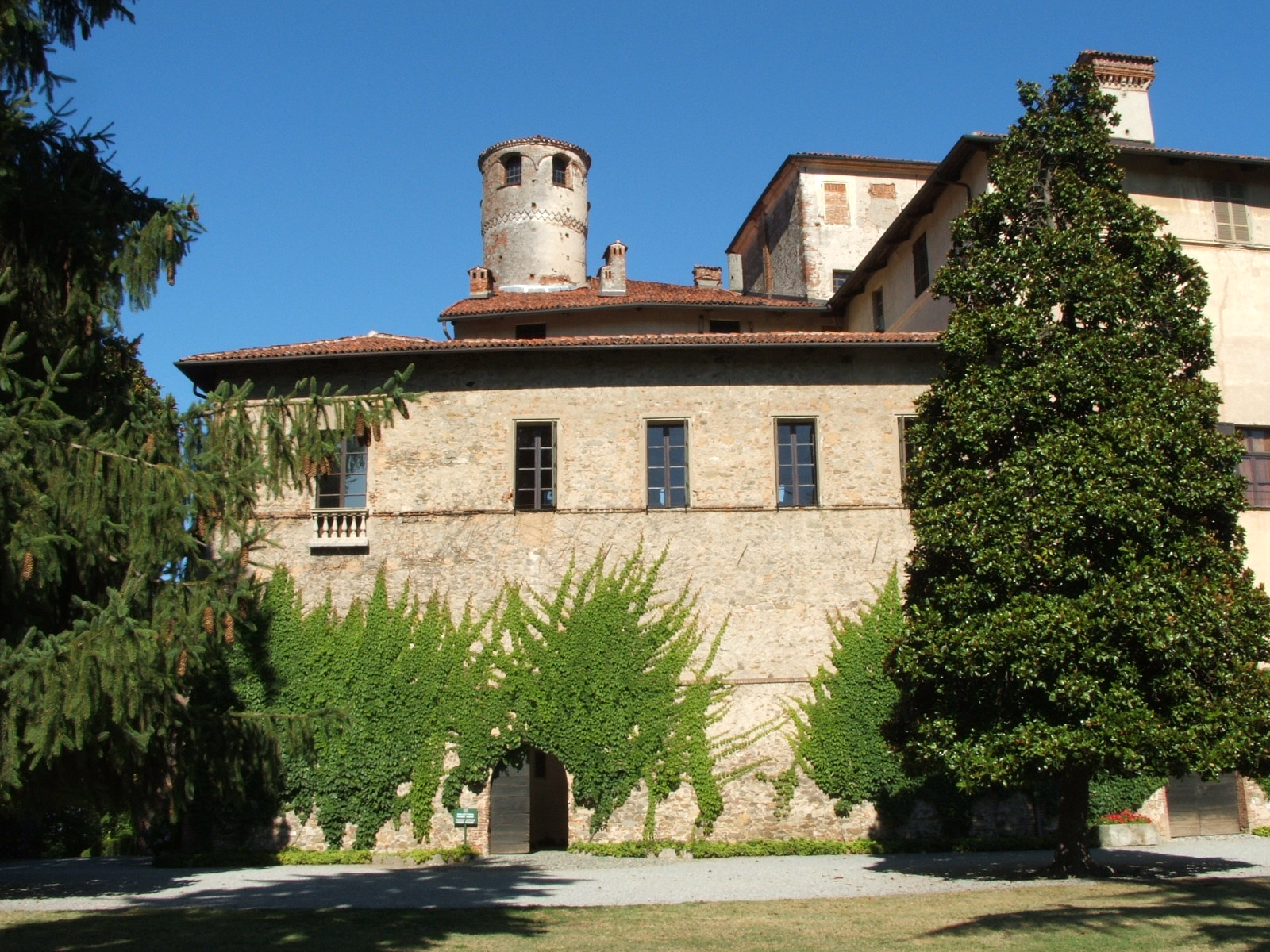
Kasteel van Manta

## Demografie
Manta telt ongeveer 1413 huishoudens. Het aantal inwoners steeg in de periode 1991-2001 met 3,7% volgens cijfers uit de tienjaarlijkse volkstellingen van ISTAT.
| Jaar | Inwoneraantal |
| ---- | ------------- |
| 1991 | 3243          |
| 2001 | 3363          |

## Bezienswaardigheden
Het Castello della Manta is de belangrijkste bezienswaardigheid. Op de plaats van het kasteel stond eerst een 12e-eeuwse burcht die in het bezit kwam van de markiezen van het naburige Saluzzo. De versterking werd in de 15e eeuw getransformeerd door Valerano, de heer van Manta sinds 1416. Hij trok kunstenaars aan en maakte er een kasteel vol verfijning van. Vermeldenswaardig zijn
- de sala baronale waar onder meer twee series laatgotische fresco's uit het begin van de 15e eeuw te zien zijn. De eerste serie heeft de Fonte della Giovinezza (Fontein der Jeugd) als thema. De tweede cyclus toont de  Nove Prodi e Nove Eroine (de Negen Besten en hun vrouwelijke tegenhangers) in al hun pracht en praal. Beide cycli zijn van de hand van de Maestro del Castello della Manta.
- de sala delle grottesche, een van de belangrijkste ruimtes van het kasteel. Haar inrichting werd bevolen door Michele Antonio del Vasto, markies van Saluzzo. Het plafond is helemaal versierd met stucwerk, medaillons en schilderijen waarop ragfijn getekende grotesken, renaissancearchitectuur en allegorieën van de Deugden voorkomen. De zaal is een belangrijk voorbeeld van Italiaans maniërisme.
- de chiesa castellana, gewijd aan de Heilige Maria, ligt naast het kasteel. De apsis van de kerk is helemaal opgesmukt met fresco's die het leven van Christus verbeelden. Het meest indrukwekkende deel, het tafereel van de kruisiging, bevindt zich op de achterwand. De cyclus dateert uit dezelfde tijd als de cycli van de sala baronale in het kasteel. De rijkelijk gedecoreerde grafkapel van markies Michele Antonio heeft een sierlijke achthoekige koepel.

## Geografie
Manta grenst aan de volgende gemeenten: Lagnasco, Pagno, Saluzzo, Verzuolo.